# Laevilitorina heardensis
Laevilitorina heardensis là một loài ốc biển, là động vật thân mềm chân bụng sống ở biển trong họ Littorinidae.